# 一廂情願
一廂情願是基於美好的想像而非基於理性思考和客觀證據形成信念，是一種認知偏差。其形式是：我希望Ｘ是對的，因此我相信Ｘ是對的。 

## 一廂情願謬誤
一廂情願謬誤是基於一廂情願的信念形成的推理謬誤。其形式是：我希望Ｘ是對的，因此Ｘ是對的。然而，我希望如何和事實上如何是毫無關係的，因此這種推理是不相干的謬誤。

## 示例
例一
我相信老王不會騙我，誠實是一種美德，况且我们是那么好的朋友。
例二
明天一定是晴天，否則我就不能出門打球了。
例三
我覺得她一定喜歡上我了，我這麼靓仔。
例四
我的兒子怎麼可能酒駕撞死人？他做事情一向都很謹慎小心的。
例五
那個名叫XXX的網友一定是個長得可愛的女孩子，因為從她的言行來看，我感覺她一定是女的。
例六
教養沒有用，因為我感覺父母教養對我沒有甚麼影響，而我相信我不會是特例或少數，而我相信大家只是出於禮貌或孝順，才會說出自己感謝父母的教養，將他們給塑造成一個成熟穩重、獨立自主的大人之類的話的。

## 外部連結
- （英文）Logical Fallacy: Wishful Thinking（页面存档备份，存于）